# اوالد لینن
اوالد لینن (زاده ۲۸ نوامبر ۱۹۵۳، به آلمانی:Ewald Lienen) مدیر فوتبال و بازیکن سابق آلمانی است. وی مدیر فنی فعلی FC St. Pauli است.